# Klimkowy Żleb (Staroleśny Szczyt)

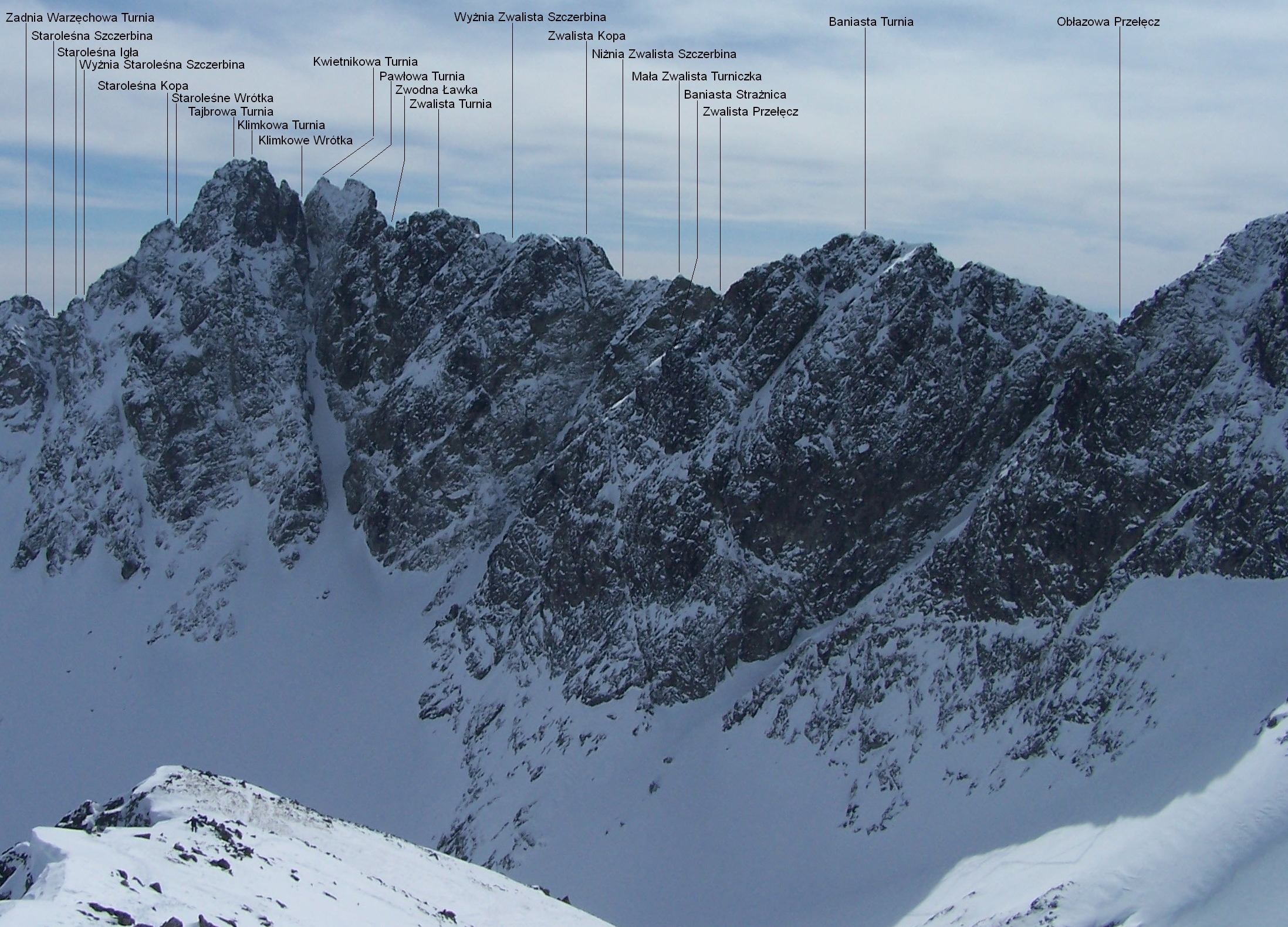
Klimkowy Żleb opadający z Klimkowych Wrótek. Widok ze Świstowego Śzczytu

Klimkowy Żleb – (słow. Klimkov žľab, niem. Klimek-Schlucht, węg. Klimek-szakadék ) – żleb w słowackich Tatrach Wysokich, w masywie Staroleśnego Szczytu. Opada z przełęczy Klimkowe Wrótka do Kotliny pod Rohatką (kotlina pod Prielomom) w  górnej części Doliny Staroleśnej. Jego orograficznie prawe obramowanie tworzy żebro Klimkowej Turni, lewe zbocza Kwietnikowej i Pawłowej Turni, Zwalistej Turni, Zwalistej Kopy i Baniastej Turni.
Żleb jest kamienisty i bardzo stromy. Jego górnym odcinkiem przechodzi się podczas taternickiego wejścia na Staroleśny Szczyt z Doliny Staroleśnej, a także z Małej Wysokiej tzw. Drogą Temajera. Nazwę żlebu nadano dla uczczenia słynnego przewodnika tatrzańskiego – Klimka Bachledy. W Tatrach są 3 żleby jego imienia, wszystkie w słowackich Tatrach Wysokich.